# Яунмокский дворец
Яунмокский дворец (также Яунмокский замок, латыш. Jaunmoku pils, изначально нем. Schloss Neu-Mocken) — охотничье поместье богатого рижского купца английского происхождения, мэра Риги Джорджа Армитстеда, построенное в 1901 году в стиле неоготики с элементами югендстиля по проекту архитектора Вильгельма Людвига Николая Бокслафа. Находится на 75-м километре шоссе Рига–Вентспилс неподалёку от Тукумса. Дворец имеет статус памятника архитектуры государственного значения, отдельной защите подлежит находящаяся в нём изразцовая печь.

## История
На месте нынешнего дворца когда-то находился деревянный дом, сгоревший от удара молнии.
Проектирование дворца Вильгельм Бокслаф начал в 1898 году, а в 1901 году он был построен. Из сохранившихся деталей интерьера наибольшую ценность представляет изразцовая печь фирмы Zelm&Boehm, отделанная изготовленными к 700-летию Риги 130 плитками с видами города и взморья того времени. Печь была изготовлена для выставки по случаю городского юбилея, а после него подарена вновь избранному мэру, который перевёз её в охотничий дом. Одновременно с дворцом была спроектирована конюшня с 52 чугунными колоннами, изготовленными по спецзаказу в Санкт-Петербурге. Из центральных зданий поместья до наших дней также сохранились маслобойня, сарай, столярная мастерская, кузница и кладовая. Возле дворца разбит небольшой пейзажный парк с прудом, окружённым старинной липовой аллеей со 100-летними деревьями.
До создания независимого Латвийского государства поместье поменяло трёх хозяев. В период Земельной реформы в буржуазной Латвии, стабилизировавшейся не как промышленное, а как аграрное государство, Яунмокское поместье стало одним из 1479 подлежавших разделу между новохозяевами с целью наделения сельского населения землёй. Последний единоличный владелец поместья Вильгельм Фрейман пытался удержать его в своих руках до 1928 года, но из-за долгов был вынужден продать часть земли и здание рижской городской Больничной кассе. Оставшаяся часть имущества ушла с молотка в 1933 году.
Несколько лет с 1929 года здание дворца использовалось для нужд детского санатория.
В 1940—1941 году во дворце квартировала школа сержантов РККА, после оккупации Латвийской ССР вермахтом во дворце разместились немецкие радисты, затем госпиталь.
После войны во дворце располагались управляющие структуры МТС, мелиораторов, магазин, местный клуб и в конце концов около двадцати квартир. Когда дворец был передан Министерству лесной промышленности Латвийской ССР, там началась реставрация, длившаяся свыше 20 лет.
С 1992 года на первом этаже дворца начали оборудовать интерьеры, а на втором этаже — музейную экспозицию, основу которой составляет музей лесного хозяйства.

## Владельцы

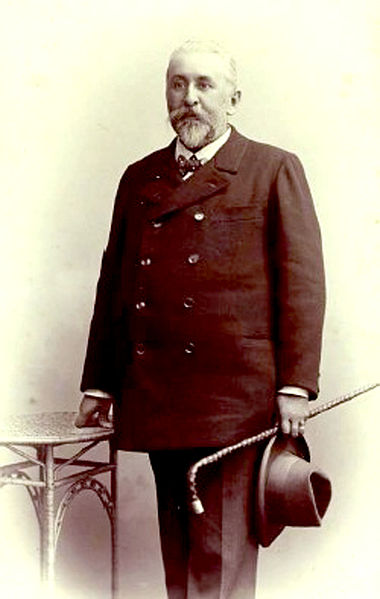
Джордж Армитстед, первый владелец поместья

Джордж Армитстед определил стиль постройки охотничьего дворца, однако пользовался им недолго, только до 1904 года.
В 1904—1910 годах поместье принадлежало роду Бринкенов.
В 1911—1920 годах владельцами усадьбы были барон Вальтер Фердинанд Константин фон Унгерн-Штернберг и его супруга Доротея. В годы Первой мировой войны, с 1916 года, барон исполнял обязанности председателя уездного правления. В период войны за независимость во дворце располагался штаб ударного подразделения Прибалтийского ландесвера.
24 сентября 1920 года Яунмокский дворец и усадьба площадью 1325,48 га перешли в собственность гражданской жены немецкого фермера Вильгельма Фреймана (1882—1971) Ады Сникере. Соответствующая запись в Земельной книге была сделана между принятием закона «О земельной реформе» и его вступлением в силу, Сумма сделки составила 376 тысяч 400 рублей, часть суммы составляли долги по облигациям на общую сумму 106 тысяч 400 рублей, которые Ада Сникере приняла на себя. До 21 марта 1921 года от поместья были отделены 9 участков, переписанных Адой на родных и знакомых: матери Мальвине, брату Эдгару, тётке Наталье Праулине, будущему мужу Вильгельму Фрейману. Фреймана интересовали не охотничьи развлечения, а крепкое сельскохозяйственное производство. Вильгельм впоследствии женился на Аде Сникере, в семье было трое детей: сыновья Эрвин и Андреас и дочь Ада. В ноябре 1939 года Фрейманы репатриировались в Германию и остаток жизни провели в окрестностях Любека, в поместье Бранденбаум.

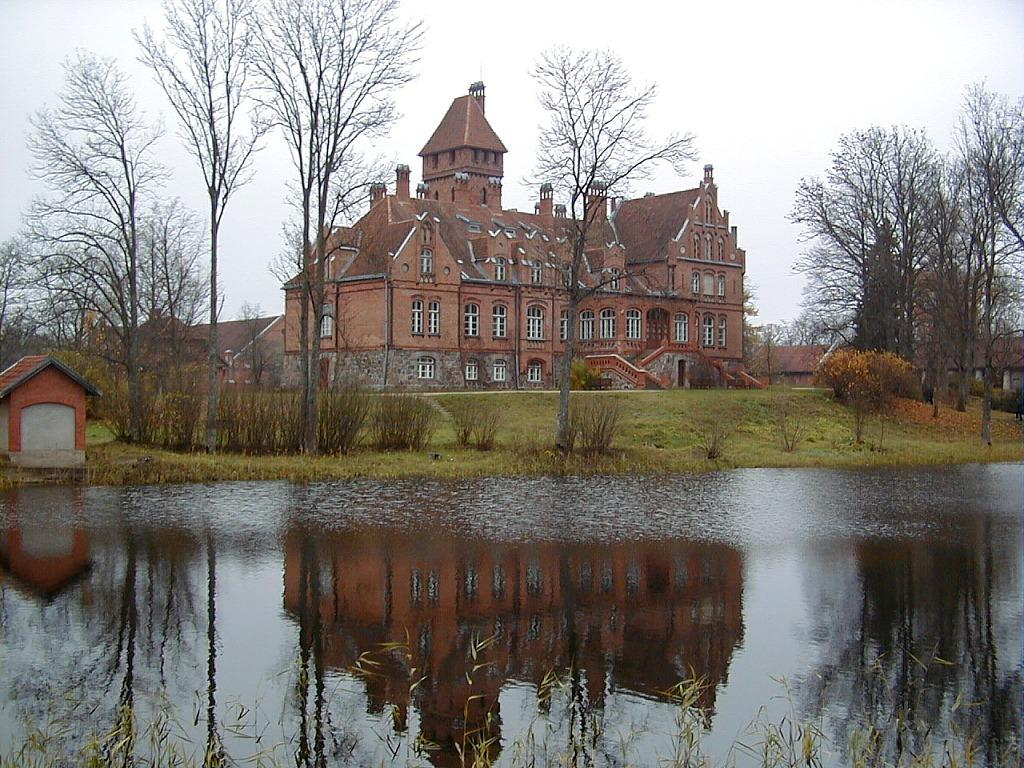
Вид на дворец со стороны пруда

В результате Земельной реформы дворец перешёл в собственность рижской городской Больничной кассы, которая в 1929 году устроила там детский санаторий «Цирулиши».
Перед началом Второй мировой войны дворец находился в ведении Курземского артиллерийского полка Латвийской армии.
После освобождения Латвии поместье использовалось для нужд сельского хозяйства, пока в 1974 году не было принято решение передать дворец Министерству лесной промышленности Латвийской ССР, которое начало восстанавливать облик архитектурного памятника.
В 1992 году поместье перешло в ведение Латвийской республики, а с 2000 года числится в собственности государственного предприятия «Латвийские государственные леса». Застройка поместья включена в реестр архитектурных памятников государственного значения под номером 8548, отдельно государственной защите подлежит изразцовая печь как памятник искусства, под номером 4449.
С 2006 года дворцом управляет одноимённое предприятие, которое отвечает за работу музея и сдаёт помещения поместья в аренду.